# 海底軍艦 (映画)
『海底軍艦』（かいていぐんかん、英題：Atragon）は、1963年（昭和38年）12月22日に公開された、東宝制作の特撮映画。正月興行作品。カラー、東宝スコープ。監督は本多猪四郎、主演は髙島忠夫。
併映はハナ肇とクレージーキャッツ主演の『香港クレージー作戦』（監督：杉江敏男）。

## 概要
東宝が得意とする怪獣映画と戦争映画の要素を併せ持った作品である。
原作は1900年に発表された押川春浪のSF小説『海底軍艦』。映画での登場人物や設定は映画オリジナルのもので、「少数の人員が孤島にて海底軍艦を建造する」という大まかなストーリー以外、ほぼ独自の内容となっている。旧日本軍と超古代文明を対比的に描きつつ、（映画制作当時の）現代社会から忘れ去られた両者に対する憧憬が込められている。
英題は『Atragon』。好評だったらしく、実際には続編ではない『緯度0大作戦』が、海外では『Atragon II』の題名で公開されている。ドイツでは『U2000』という題名になっている。轟天号の英語名「Atragon」の由来は、「Atomic dragon」。

## あらすじ
日本の土木技師が行方不明となる事件が相次いでいた。こうした事件の現場に居合わせた広告写真家の旗中進と彼の助手の西部善人は、被写体としてスカウトしようと光國海運の楠見専務の秘書である神宮司真琴を追跡し、楠見と真琴がムウ帝国の工作員23号と名乗る怪人と工作潜水艦に誘拐されかけていたところを阻止する。
後日、ムウ帝国からの脅迫フィルムが届く。それは1万2千年前に海底に沈んだムウ大陸を支配するムウ帝国が、地熱を資源とする強大な科学力をもって今なお健在であることを示し、神宮司大佐の「海底軍艦」の即時建造中止と、かつてのムウ帝国の植民地であった地上全世界の即時返還を要求していた。同じ脅迫フィルムが国連の場にも届けられていたが、即時黙殺された。その結果、世界各地の海岸地域での大陥没や、貨物船が謎の潜水艦に襲撃・撃沈されるなどの異変が相次ぎ、世界各国は総合防衛司令部を設置して最新鋭の原子力潜水艦レッドサタン号や人工衛星による警戒網を動員する。だが、ムウ帝国の潜水艦を深海まで追ったレッドサタン号は水圧に耐え切れず圧壊して爆発し、地上人の手のおよばない深海に存在するムウ帝国の科学力は恐るべきものであることが証明されてしまう。
日本の治安担当首脳は元大日本帝国海軍技術少将の楠見に「海底軍艦」の出動は国連の要請であると伝えるが、楠見は元部下である神宮司の「終戦時、神宮司はイ403潜で反乱を起こして消息を絶った」との秘密を告白する。そこへ、ムウ帝国の工作員と思われる男を捕らえたとの連絡が警視庁から入る。しかし、捕らえられた男はムウ帝国人ではなく、神宮司の部下である天野兵曹だった。神宮司の健在を知った楠見らは、神宮司に会うことを決意する。
楠見らは天野に案内され、秘密基地のある南の島を訪れる。神宮司は誰にも知られていない孤島に建造した「轟天建武隊基地」を拠点としており、海底軍艦「轟天号」の超性能の一端を示した試験航行の成功に酔う。楠見はムウ帝国を撃滅するために轟天号の出動を神宮司に要請するが、大日本帝国海軍の再興をかたくなに望んでいる彼に拒絶される。真琴と旗中が痛烈な抗議を行う中、一行に紛れて潜入していた海野魚人=ムウ帝国工作員により、基地は爆破される。
ムウ帝国に拉致された真琴と旗中は、ムウの大群衆による極彩色の群舞の中で、華麗なるムウ帝国皇帝により、守護竜マンダの生贄として死刑を宣告される。なおも世界を脅迫し続けるムウ帝国による世界各地への最後通告後、東京の丸の内が陥没し、ムウ帝国の潜水艦の怪光線で東京湾の船舶が炎上する地獄絵図の中、破壊された基地をドリル衝角で突破して出撃した轟天号が、空中に出現する。これ以上のムウ帝国の暴虐を阻止せんと轟天号は潜航し、逃走を図るムウ帝国の潜水艦を追って再び潜航する。
一方、旗中と真琴らは拉致された土木技師らと共に奴隷労働を強いられていた。旗中は作業現場から持ち出した特殊火薬を武器として皇帝を人質に取って脱出を図るが、そこにムウ帝国の潜水艦を追って轟天号が到着する。マンダによる妨害を排除し、楠見と神宮司らは脱出者を轟天号に収容するが、心をひとつにした父と娘の再会の喜びもそこそこに、轟天号はありえざるゲストであるムウ帝国の皇帝を迎える。神宮司の和平の提案を無礼と一蹴し、「自分を殺せてもムウ帝国を滅ぼすことは不可能」と冷たく言い放つ皇帝に対し、神宮司は毅然と「ムウ帝国の心臓を攻撃する」と宣告する。
ムウ帝国の動力炉に侵入した轟天号挺身隊は、小型冷線砲で警備兵を一瞬で氷漬けにし、動力炉を時限爆弾で爆破する。ムウ帝国の潜水艦で逃れた長老、工作員23号、海野魚人は脱出した轟天号を攻撃するが、艦首冷線砲で氷漬けにされて大爆発に巻き込まれ、全滅する。崩壊していくムウ帝国を目の当たりにした皇帝は運命を共にせんと轟天号を降り、神宮司たちは皇帝らの最期を見届けるのだった。

## 登場兵器・メカニック

### 架空

#### 地上人類
轟天号

轟天建武隊基地
神宮司が同志たちと共に戦後に南方に築いていた基地で、戦後18年に渡り存続していた大日本帝国海軍残党の本拠地でもある。
轟天号を、戦後の技術発展と研究、得られた資材で完成させられるほどの設備を持つ。予告編から、劇中の所属人員は通常の士官や兵士以外には防衛要員として、海軍陸戦隊の部隊がいることが確認できる。
冷線銃
轟天号乗員によって編成された挺身隊が装備する特殊銃。冷凍光線を発射することが可能で、体温の高いムウ帝国人たちを一瞬で氷漬けにしてしまうほどの威力を誇る。
レッドサタン号
世界最先端の性能を持つ原子力潜水艦。艦番号は715。深海へ逃走するムウ帝国潜水艦を追撃するが、深海の水圧に耐えきれず圧壊してしまう。
- 脚本第1稿では登場しない。
- 破壊シーンは、実際に水中でミニチュアを爆破している。尾部に取り付けたチューブで内部の空気を抜くことにより、水圧で凹む船体を再現している。

伊号403潜水艦（伊号403潜）
日本の敗戦に納得しない神宮司が、日本を出発して南方へ向かうのに用いた潜水艦。途中、国籍不明の潜水艦（正体はムウ帝国潜水艦）に攻撃されるが、神宮司は轟天号の設計図の一部を残して脱出に成功した後、伊号403潜はムウ帝国の神殿に飾られており、脅迫フィルムに映っていたことから存在が公になった。
- 実在の潜水艦である伊四百型潜水艦が元になっている。なお、実在の伊号403潜（仮称艦名第5234号艦）は起工前に建造中止になっており、命名すらされていない。
- ミニチュアは、約2メートルのものが作られた。

無反動砲搭載ジープ

#### ムウ帝国
MU潜水艇（MU潜航艇/ムウ潜航艇）
ムウ帝国が保有する潜水艦。複数の同型艦が存在する。石棺を思わせる形状をしており、その形状から石棺潜航艇と呼ばれることもある。深海3,000メートルの水圧に耐えうる強固な船体を有する。武装として機雷のほか、艦首にムウ帝国の守護神マンダを模した光線砲を装備している。追跡してきたレッドサタン号を深海の水圧で圧壊させたほか、東京湾に出現して光線砲で周囲の船舶を炎上させるが、轟天号に追跡されて海中に逃走する。
- デザインは小松崎茂。デザイン画にも「石棺のやうな型」との書き込みがある。大小のミニチュアが制作されたほか、艦首のみのものも用いられた。
- 脚本第1稿では、轟天に追われるうちにマンダと戦いになり、相打ちになった爆発の余波で帝国が崩壊するという展開であった。

飛行兵器
グライダーのように滑空する鳥型兵器。三原山の火口から発進し、上空からの体当たりで地上を攻撃する。威力は1機だけで自衛隊のジープ1台から大型貨物船1隻を大破・炎上させる威力を持っている。

強力火薬
大昔から巨石文化を築いてきたムウ帝国において、大きな石を切り出すために使われている工事用の爆薬。片手で持てる重量とサイズながら、強力な威力を誇るとされる。旗中進は、ムウ帝国人たちの目を盗んでこれを数個盗み出し、ムウ帝国の皇帝を人質にとって脱出する際にこれを見せつけて爆破すると脅したことにより、威力をよく知るムウ帝国人たちを無力化することに成功する。

### 実在

#### 自衛隊
- M4中戦車
- M41A2軽戦車
- 18tけん引車M4
- 13tけん引車M5
- GMC 2.5tトラック
- 3/4tトラック
- 1/4tトラック（三菱型・ウィリスMB型）
- F-86D戦闘機[48][34]
- 203mmりゅう弾砲M2
- 155mmりゅう弾砲M1
- 105mmりゅう弾砲M2A1
- M1騎銃

#### 海上保安庁
- だいおう型巡視船「むろと」
- おじか型巡視船「さつま」
- れぶん型巡視船

#### 警察・消防
- パトロールカー（日産・パトロール2代目型）
- はしご消防車（日野・TH型）
- 消防ポンプ車（日産・180型）

#### 大日本帝国海軍
- 日産・パトロール（2代目型）
- 三八式歩兵銃
- 十四年式拳銃
- ブローニング拳銃

#### アメリカ軍
- F-102戦闘機[34]

#### ムウ帝国工作隊
- コルトM1903

## 登場キャラクター

### ムウ帝国人
太平洋にて1万2千年前に繁栄を誇っていたが、大地震のために一夜にして海底に没した大陸の末裔。彼らが記す英語表記は「MU」。女皇帝を頂き、怪竜マンダを守護神としてあがめ、太平洋某所の深海底に巨大な動力炉を中心とした古代エジプトに似た風俗の、それでいて地上の文明先進国よりも進歩した科学力を誇る海底王国を築いている。地殻変動によって帝国の終焉が迫ったため、地上に再び返り咲き、世界をその植民地にしようと企む。
地熱エネルギーを利用した人工太陽を造り、地上の人間が火傷するほどの光熱を体内から発することができる。海から現れる際には体温と海水温の温度差で蒸気を伴うため、西部善人には「蒸気人間」または「温泉人間」と呼ばれた。その反面、寒さに弱い。
地底では落盤が頻発するため、地上の土木技師を工作員が拉致して修復に当たらせている。また、動力炉に危険がおよぶためか警備兵は銃砲類を持っておらず、槍または短刀という、前時代的な武装である。
全身を鱗で覆ったような銀色の特殊潜水服を着用する。この姿で三原山の火口から現れ、鳥のような形の飛行爆弾を使って爆撃を行う。
- 舞踏シーンでは、600人のエキストラが動員された[53]。皇帝側近の女官役で、横田基地など在日米軍の軍人の家族が多数エキストラ出演している。「（衣装が）映画『クレオパトラ』みたい」などとおおむね好評だったとのこと。
- 天本英世は、当時37歳でムウ帝国猊下（長老）役を演じている[54]。帝国の群衆ダンスは、スクールメイツが担当した。皇帝周囲の女官は、在日米軍夫人が演じた[54]。
- ムウ帝国人の履いているサンダルは、『さよならジュピター』（1984年）に登場するジュピター教団のものに流用された。
- 皇帝を22歳で演じた小林哲子は、メイクや衣装コーディネートを自ら行ったといい、リハーサルで監督の本多猪四郎に「こんな感じでどうでしょうか？」と尋ねたところ、「それでいいです！」と喜ばれ、即座にOKが出たと述懐している。イメージとしては、エリザベス・テイラーが『クレオパトラ』で演じたクレオパトラを意識したという。当時助監督だった川北紘一は、この年の「東宝砧祭」でムウの女帝の仮装をさせられたという。
- 海野魚人役の佐原健二は、濃い付け髭で役に挑んだが、付け髭をニスで留めていたため、時間が経つと痒くてたまらなかったという[55]。本多は、佐原には二枚目のイメージがあったため、髭でもつけなければならなかったと述べている[54]。
- 脚本では、拠点は海底洞窟と描写されていたが、セットは宮殿風に制作された[53][56]。帝国の描写にはセットのほか、ミニチュアやマット画を併用している[53][9]。
- 伊福部昭作曲のムウ帝国祈祷歌には、伊福部本人によって太平洋諸島の言語で歌詞がつけられている。

## キャスト
- 旗中進[57][58]：髙島忠夫
- 神宮司真琴[出典 20][注釈 5]：藤山陽子
- 西部善人[57][58]：藤木悠
- 海野魚人[57][58]：佐原健二
- 楠見[出典 21]：上原謙
- 伊藤刑事[出典 22][注釈 6]：小泉博
- 神宮司大佐[58][65][注釈 5][注釈 7]：田崎潤
- 天野兵曹[出典 23][注釈 8]：田島義文
- ムウ帝国工作隊23号[57][58]：平田昭彦
- 猊下[58][61]（ムウ帝国長老[61]）：天本英世
- 防衛庁幹部A[出典 24]：藤田進
- 防衛庁長官[出典 25]：高田稔
- 進藤[58][61]：伊藤久哉
- 丸徳タクシー[58][61]：沢村いき雄
- ムウ帝国皇帝[出典 26]（ムウ国皇帝[61]）：小林哲子
- リマコ[出典 27]：北あけみ
- 藤中尉[7][18]：長谷川弘[注釈 9]
- 技師[58][61]：桐野洋雄
- 防衛庁幹部C[58][61]：大友伸
- 山田軍曹[58][61]（挺身隊隊長[70][71]）：坂本晴哉
- 貨物船船長[出典 28]：中村哲
- 貨物船見張り[出典 29]：中山豊
- 防衛庁幹部B[58][61]：津田光男
- 警官[7][18][注釈 10]：宇野晃司
- メモ子[58][61]：雨宮貞子
- ジープの自衛隊将校[出典 30]：緒方燐作
- 防衛庁幹部D[出典 31]、タクシー転落現場の警官[73][74]：大塚秀男
- 旅行客[7][18]：岡豊、権藤幸彦
- ムウ帝国人A[7][18]：広瀬正一
- 防衛庁幹部[出典 32]：手塚勝巳
- 防衛庁幹部[7][18]：熊谷二良
- ムウ帝国人B[出典 33]：小川安三
- 轟天号乗組員[7][注釈 11]：土屋詩朗
- 自衛隊レーダー員[7][79]：大前亘
- 自衛隊レーダー員[7]：三浦敏男
- ジープの自衛隊将校[7][61]：河辺昌義
- 安芸津広
- 澁谷英男
- 防衛庁幹部[80]：山田圭介
- 広田新二郎
- 山路恵介
- 轟天建武隊下士官[81]、ムウ帝国人[81]：鹿島邦義

### ノンクレジット（キャスト）
- 蒸気人間（ムウ帝国工作員）、防衛庁幹部、水中シーンスタント：中島春雄[75]
- 刑事：宇留木耕嗣[82][71]、渡辺白洋児[83]
- 貨物船船員：篠原正記[84][85]、丸山謙一郎[86]
- 轟天号乗組員：鈴木治夫[87]
- 防衛庁幹部：古谷敏[75]

## スタッフ
参照
- 製作：田中友幸
- 脚本：関沢新一（押川春浪『海底軍艦』より）
- 撮影：小泉一
- 美術：北猛夫
- 録音：上原正直
- 照明：小島正七
- 音楽：伊福部昭
- 整音：下永尚
- 監督助手：梶田興治
- 編集：藤井良平
- 音響効果：金山実
- 現像：東京現像所
- 製作担当者：中村茂
- 特殊技術
  - 撮影：有川貞昌、富岡素敬
  - 光学撮影：真野田幸雄、徳政義行
  - 美術：渡辺明
  - 照明：岸田九一郎
  - 合成：向山宏
  - 監督助手：中野昭慶
  - 製作担当者：小池忠司
- 特技監督：円谷英二
- 監督：本多猪四郎

### ノンクレジット（スタッフ）
- 監督助手・助監督・演出助手：谷清次[7]、津島平吉[7]、今村一平[7]
- スチール：土屋次郎[7][18]
- 特殊技術
  - 監督助手：宮崎英明[7]
  - 撮影助手：真野田陽一[7]、唐沢登喜麿[7]、山本武[7]、鶴見孝夫[7]、向井賢哉[7]、宮西武史[7]、川北紘一[7]
  - 美術助手：井上泰幸[7]、入江義夫[7]
  - 火薬：山本久蔵[7]
  - 電飾：鈴木昶[7]
  - 背景：鈴木福太郎[7]、島倉二千六[7]、宮本栄一[7]
  - 造型・造形：利光貞三[7]、八木康栄[7]、八木勘寿[7]
  - 操演：中代文雄[7]
  - 編集：皆川泰陳[7]、石井清子[7]
  - 川上景司[56]
- デザイン[注釈 12]：小松崎茂[56][注釈 13]

## 製作
東宝プロデューサーの田中友幸は、原作の映画化は少年のころからの夢であったと述べている。田中は、宇宙を舞台にした続編を構想しており、後に『惑星大戦争』（1977年）で実現させた。田中は本作品に登場する「神宮司八郎」の名を気に入り、自らのペンネームにもしている。
脚本の関沢新一は、「『海底軍艦』は子供のころに読んで、とにかく“ロマン”というイメージがあった。現代の設定に置き換えるに当たり、このロマンをどう描くか考えた」とコメントしている。やはり原作どおりの「ロシアが敵役」などの設定は時代的に無理ということから敵を架空のムウ帝国と設定し、自身が戦時中に伝え聞いた、南方前線での寄せ集めの機材による戦闘機建造の体験をベースに、骨太のストーリーを構築している。関沢自身、話の雰囲気はまあまあ良かったと評している。
関沢は、海軍の軍人は普段油まみれでヨレヨレの格好でも礼装用の白い水兵服を残していたという実体験から本作品にもそのイメージを取り入れたが、実際の作品では終始礼服を着たままになっていたことが残念であったと述べている。
ムウ帝国皇帝役の小林哲子は、自身の出演映画『恐怖の時間』（1964年）の撮影現場を見た本多猪四郎によって起用された。本多は、ひと目見て皇帝役の成功を確信したといい、実際に撮影では小林自ら化粧を考えるなど熱心に取り組み、役に対する考えがしっかりしていたと評している。
監督の本多は、自身の従軍経験から戦時中の思想を残した神宮司の心情は理解できるものの、その主張をつきつめていけばムウ帝国と同じになってしまうため、神宮司の立場から描くことはできなかったと述べている。また、脚本では轟天号の発進時にムウ帝国へ出撃することで真琴らを見殺しにする可能性を議論する場面が存在したが、本多はこれをカットしてストレートに出撃する場面とし、神宮司と楠見を対立させるならばもっと踏み込んだ描写にしなければ観客は納得しなかっただろうと述べている。
音楽は伊福部昭が手掛けた。轟天号のテーマ曲は、伊福部による映画音楽の中でも評価が高い。ムウ帝国の舞曲は歌詞にミクロネシア語やポリネシア語を用いており、伊福部が『キングコング対ゴジラ』（1962年）で集めた資料や同作品で採用しなかった歌詞などを流用している。

### 特撮
前年からこの年にかけ、東宝では本作品以外にも『太平洋の翼』『青島要塞爆撃命令』『マタンゴ』と特撮の比重の大きな作品が続けざまに組まれており、円谷英二だけがすべての特撮現場を任じていた円谷組特撮班の撮影スケジュールは、過密状態となっていた。さらに、本作品は頓挫した作品の代替として製作されたため、当時の東宝特撮の正月映画としては特殊撮影のスケジュールは約2か月と、やや短めである。本作品におけるスケジュールの圧迫は、続く『モスラ対ゴジラ』の制作にも影響をおよぼしたとされる。
円谷は過密な撮影スケジュールを鑑み、戦時中に円谷門下だった川上景司をB班監督に起用することで対応している。川上は円谷と決別して松竹映画に引き抜かれていったという過去を持つが、円谷はまったく意に介せず、翌年には円谷特技プロダクションのスタッフに招いたため、その度量の広さは関係者の語り草となった。さらには、前年に特殊技術課に配属されたばかりの中野昭慶がC班を担当した。
水中シーンの撮影には、青く塗ったセットを海底に見立て、カメラの前に水槽を置いて撮影する疑似海底と呼ばれる手法が用いられた。セット内にはスモークを焚いており、海中の光を演出するためにパラフィンを用いて波の揺らめきを表現している。
丸の内崩壊シーンの冒頭にマンホールの蓋が蒸気で吹き飛ぶカットでは、マンホールの蓋を軽いウエハースで作って撮影した。陥没シーンは、セットを組んだ台座の支えをトラックにつないだロープで一気に引き抜いて大規模な破壊を描写している。撮り直しはできないため、撮影には6台のカメラが用いられた。美術助手の井上泰幸は、同シーンのセットは自身が携わった東宝作品の中で最大のものであったと述懐している。
ムウ潜航艇の怪光線で爆破される船舶は、ミニチュアの数か所に仕掛けた爆薬を一度に爆破することにより、一撃で船全体が爆発したかのように見せて破壊力の大きさを表現している。
ラストシーンの海上爆発は、カメラを上下逆にして水槽に絵の具を落とすことで表現しているが、従来の作品よりも絵の具の量を多く使っており、水面に反射することで立体的に描写している。特撮班カメラマンの富岡素敬は、ゴジラより撮影が難しかったと述懐している。
人工衛星のカットには、『地球防衛軍』や『宇宙大戦争』の宇宙ステーションの映像が流用されている。

## 再上映
1968年8月1日には『怪獣総進撃』の併映作品として改訂版が再上映された。冒頭の蒸気人間のシーンや、旗中と神宮司の会話における「戦争気違い」発言はカットされている。
再編集版製作の際にレッドサタン号の乗組員が英語で話すシーンの字幕ネガが紛失してしまったため、映像ソフトではビデオテロップになっている。再編集版では一部カットされているが、オリジナル版の公開当時の字幕が表示される。
1983年には、20歳前後の世代を中心に数年前より起きていたゴジラのリバイバルブームに応じて全国主要都市にて行われた特集上映「復活フェスティバル ゴジラ1983」の1本としてゴジラシリーズの人気作とともに選出され、オリジナル公開版がニュープリント上映された。
2025年には、特集上映「午前十時の映画祭14」で4Kデジタルリマスター版が上映された。過去の映像ソフトでビデオテロップとなっていたレッドサタン号乗組員の会話の字幕は、初公開時と同様のものに修復されている。

## 映像ソフト
- VHS 品番 TG4140[16][104]
- LD 品番 TLL2470[104]
- DVD
  - 2003年10月24日に発売された[105]。オーディオコメンタリーは梶田興治[105]。
  - 2013年11月8日に、期間限定プライス版として再発売された[106]。
  - 2015年7月15日に、東宝DVD名作セレクションとして再発売された[107]。
- BD
  - 2010年3月19日発売[108]。

## 漫画
- 少年ブック 1964年新年増刊号付録 作画：ダン・テツヤ[109]

## ゲーム
シネスコウォーゲーム 海底軍艦（1984年9月）
東宝事業部より発売されたPC88およびFM-7用ソフト。映画の内容を基にしたアドベンチャーゲーム。

## 関連作品
- 『空飛ぶ戦艦』 - 1966年（昭和41年）ごろに企画されていた東宝映画であるが、諸事情で映像化は実現しなかった。
- 『惑星大戦争』 - 1977年（昭和52年）公開の東宝映画（福田純監督、中西隆三・永原秀一脚本）。『スター・ウォーズ』の米国でのヒットを受けて急遽制作された作品。原案として田中友幸の筆名である神宮司八郎の名がクレジットされ、轟天号が「宇宙防衛艦 轟天」としてリファインされて登場する。
- 『新海底軍艦』 - 1995年（平成7年）に製作されたOVA（片山一良監督、岸間信明脚本）。
- 『ゴジラ FINAL WARS』 - 2004年（平成16年）12月4日公開の東宝映画。新たにデザインされた新・轟天号のほかに本作品とほぼ同型の轟天号が登場し、守護龍マンダも再登場している。
- 『劇場版 超星艦隊セイザーX 戦え!星の戦士たち』 - 2005年（平成17年）12月17日公開の東宝映画。轟天号が登場するほか、その発進シーンに本作品のテーマ曲が流用されている。